# Lindå Nor
Lindå Nor (dansk) elller Lindauer Noor (tysk) er et nor beliggende ved Sliens nordlige bred ved landsbyen Lindå-Mølleskov i det sydlige Angel i Sydslesvig. Administrativt hører noret under Borne kommune i den nordtyske delstat Slesvig-Holsten, i den danske tid under Borne Sogn i Slis Herred (Gottorp Amt, Slesvig/Sønderjylland).
Lindå Nor er omtrent 2 km langt og op til 400 m bredt. Det er adskilt fra Slien ved de to halvøer Lille Næs (ty. Kleines Nis, i sydvest) og Store Næs (Großes Nis, i nordøst) med stranden Skærehage (Schneiderhaken). Norets åbning mellem de to landtunger er op til 200 m bred. Her findes en lille lystbådehavn og en campingplads. Ved foden af Store Næs ligger landsbyen Lindånæs, som har givet navn til Lindånæsbroen, som fører fra Store Næs over til Stubbe på Sli-fjordens modsatte side. Nordvest for Store Næs fortsætter broen som vej- og banedæmning, som deler noret i to halvdele. Norets bredder er dækket af våde græsarealer og strandenge. I nord grænser noret op til skoven Hegnskov (Hegnholt) med op til 10 m højer skråninger. Ved Lindå-Mølleskov og ved Skrædderhage på Lille Næs findes små badesteder. Tæt ved Lindå gods munder Lindåen ud i noret.